# فوجي وارا نو تيكا
فوجي وارا نو سيدي، معروف أكثر باسم فوجي وارا نو تيكا (1241 -26 سبتمبر 1162) باحث ياباني وخطاط وناقد أدبي وروائي وشاعر وكاتب، عاش خلال أواخر فترة هييان وأوائل فترة كاماكورا. كان تأثيره هائلًا ويعتبر من أعظم الشعراء اليابانيين وربما السيد الأعظم لشعر الواكا، وهو نمط شعري قديم يتكون من خمسة أسطر و31 مقطعًا بالمجمل.
كانت أفكار تيكا النقدية حول تأليف الشعر مؤثرة للغاية ودرّست حتى أواخر فترة مييجي. ولد تيكا ليكون عضوًا ضمن قبيلة شعرية، فوالده الشاعر المعروف فوجي وارا نو شونزي. بعدما لفت تيكا نظر الإمبراطور المتقاعد غو-توبا (1198- 1183، 1239-1180)، بدأ مسيرته الطويلة المميزة متوسعًا في مجالات متعددة من المساعي الجمالية. كانت علاقة تيكا مع الإمبراطور غو-توبا علاقة ودية، الأمر الذي ساعد بداية في حصوله على عمولات لقاء تجميع مختارات أدبية، لكنه قاد لاحقًا إلى إبعاده عن بلاط الإمبراطور المتقاعد. ستسيطر موروثات تيكا وأفكاره على الشعر الياباني قرونًا بعد ذلك.

## سيرة ذاتية

### الولادة
ولد تيكا لفرع صغير وبعيد من فروع عشيرة أرستقراطية تابعة للبلاط، هي عشيرة فوجي وارا في عام 1162، وذلك بعد وقت من خسارة أوصياء فوجي وارا لأفضليتهم السياسية في البلاط الإمبراطوري خلال تمرد هوغين. سعى أفراد عشيرة فوجي خلف الرفعة والسلطة ضمن البلاط من خلال موالاتهم لعائلة ميكو هيداري، وعبر تخصصهم بالمساعي الفنية وخاصة الشعر. لم تكن تلك الأنواع من التخصصات أمرًا غير اعتياديًا، وذلك لأن فروع من العشائر الممتدة لم تكن في موقع يسمح لها بالتنافس مباشرة ضمن قطاع السياسة مع الفرع الرئيس للعشيرة (أو بالأحرى مع عشائر أخرى، وذلك بسبب مكانتها الأدنى)، لكن كان بإمكانها أن تنافس ضمن مجالات جمالية أكثر تقييدًا. (عائلة ميكو هيداري، معروفة أيضًا باسم ميكو، هي فرع أصغر من فروع فوجي وارا، من خلال الابن السادس لفوجي وارا نو ميشيناغا، وفوجي وارا نو نيغي (1064-1005)، تحالفت هذه العائلة نفسها مع فرع كوجو الأكبر المنحدر من فرع فوجي وارا الأصلي، الذي عارض عائلة روكوجو).
كان الشاعر الموقر فوجي وارا نو توشيتادا جدًا لتيكا. أما والده فهو الشاعر المعروف والمحترم إلى حد كبير فوجي وارا نو شونزي (1204-1114)، الذي جمع المختارات الأدبية الإمبراطورية السابعة من شعر واكا (سينزاي واكاشو). ستصبح ابنة أخته أيضًا شاعرة مرموقة لشعر الواكا والرانغا، تعرف باسم ابنة كانغوسين أو ابنة شونزي، ولقد سعت أحيانًا للحصول على نصائح شعرية. أما شقيقه الأكبر فوجي وارا نو ناريي (أحيانًا يلفظ الاسم رومانيًا «ناري») سيصبح ناجحًا إلى حد ما في هذا المجال ولكن ليس بقدر ابنة أخته. والقس جاكورين أو «ساداناغا» نحو (1202-1139) وهو أخ تيكا بالتبني، سينجح في مجال الشعر أيضًا على الرغم من أن مسيرته كانت قصيرة بشكل مأساوي، وكان والد تيكا شونزي قد تبنى جاكورين بعد أن اعتزل شقيقه الأصغر الحياة ليصبح ناسكًا.

### المهنة
كانت أهداف تيكا بوصفه الذكر الأكبر ضمن فرع العائلة أن يرث ويعزز موقع والده في مجال الشعر، وأن ينمي ويطور سمعته الخاصة (وبالتالي تحسين الثروات السياسية للعشيرة في البلاط الملكي). في الوقت الذي اتسمت فيه حياة تيكا بالمرض المتكرر والانتقال الكبير للثروات بشكل جزئي فقط وذلك بسبب تأثير والده طويل الأمد في البلاط الملكي (سيعيش شونزي إلى سن 90)، إلا أن رعاية الإمبراطور المتقاعد غو-توبا الشاب والميال للشعر، قادت إلى بعض أعظم نجاحات تيكا.

#### رعاية غو-توبا
أعلن الإمبراطور المتقاعد غو-توبا في العام الثاني من تنازله عن الحكم (1200، العام الثاني من فترة شوجي) عن إقامته لمسابقة شعرية. غالبًا ما أصبح الأباطرة المتقاعدون أكثر نفوذًا بعد تقاعدهم من المكتب الإمبراطوري، من الإمبراطور نفسه، وذلك لأنهم تحرروا من المتطلبات الاحتفالية المقيدة للغاية ومن سياسات البلاط الملكي. كان جو-توبا في العشرين من عمره عندما اعتزل الحكم، وكان هاويًا من الطراز الأول وماهرًا في عزف العود، واعتبر مرجع ثقة في التعلم التقليدي وسابقة في هذا المجال. تميز أيضًا في لعبة غو، وكان من هواة مساعي الفروسية مثل جماعة الرماة من على ظهور الخيل وإطلاق النار على الكلاب الجارية والمبارزة.
نظر غو-توبا إلى كل هذه المساعي على أنها هوايات، يمارس أحدها أحيانًا ويدع الأخرى. واحدة من هذه الاهتمامات كانت دعمه للشعر وخصوصًا شعر الواكا. صرح غو-توبا مباشرة بعد اعتزاله الحكم عن إقامة مسابقتي شعر، تتطلب كل واحدة منهما عددًا من الشعراء البارزين ليؤلفوا نحو 100 بيت من شعر الواكا في سياق تقدمي موضوعي خاص يعرف بأسلوب هياكوشو من تسلسل القصائد. اعتبرت المسابقة الأولى (غو-توبا إن شودو هياكوشو، «سلسلة أول مئة قصيدة للإمبراطور السابق غو-توبا») سلسلة سياسية هامة، فإذا أثارت قصيدة العشيرة إعجاب الإمبراطور غو-توبا القوي و(الشاب)، ستنال العشيرة بذلك حظوة معتبرة.